# Bioclastismo
Il bioclastismo è la disgregazione fisica delle rocce prodotta da organismi viventi: le radici delle piante si insinuano nelle fessure e, crescendo al loro interno, le allargano fino a spaccare le rocce, mentre gli animali scavatori, terrestri o marini, contribuiscono al fenomeno, sia con la loro attività di scavo, sia alterandole chimicamente con acidi prodotti dalla decomposizione dei loro corpi dopo la morte.
L'impatto delle attività umane è particolarmente evidente nei luoghi in cui il substrato roccioso è stato fatto affiorare in superficie, per esempio nelle cave, nelle miniere a cielo aperto, o negli scavi aperti per la costruzione di infrastrutture come strade o gallerie.